# リーディング・ソリューション
株式会社リーディング・ソリューション（Leading Solutions CO., LTD.)は、日本の゙マーケティング会社。旧社名はイングロス（engross CO., LTD.）。

## 概要
BtoB企業を中心にマーケティング支援を行っている。

## 沿革
- 2004年（平成16年）9月1日 大阪府淀川区宮原で創業。
- 2006年（平成18年）東京オフィス開設。
- 2007年（平成19年）大阪府淀川区から東京都練馬区に本社を移転。
- 2008年（平成20年）東京都練馬区から東京都新宿区に本社を移転。
- 2012年（平成24年）東京都新宿区から東京都中央区に本社を移転。